# 忍海伊太須
忍海 伊太須（おしぬみ の いたす、生没年不詳）は、奈良時代の女官。姓は致とも表記される。姓は連。官位は従五位下・女孺

## 経歴
『続日本紀』によると、天平勝宝3年（751年）正月、孝謙天皇が大極殿の南院に出御し、百官の主典以上のものが節会の踏歌の宴を行った際に、歌頭・女孺として、同僚の錦部河内とともに外従五位下を授けられている。河内同様、この時に、口頭で褒賞としての連姓を賜与されたものと思われる。
その後、淳仁朝の天平宝字5年（761年）5月、光明皇太后の周忌斎伴奉の労により、同じく河内同様、従五位下に叙せられている。

## 官歴
『続日本紀』による
- 時期不詳：女孺
- 天平勝宝3年（751年）正月16日：外従五位下
- 天平宝字5年（761年）6月26日：従五位下